# Virte
Virte war ein französisches Volumenmaß für Flüssigkeiten. Als Flüssigkeiten kamen hier in Betracht: Wein, Cognac und andere Branntweine. Es wurde zum Auslitern von Fässern genutzt. Das Maß war nicht im ganzen Land verbreitet. Virte glich fast in der Größe der Velte.
- Allgemein 1 Virte = 8 ½ bis 9 Pinten
- Cognac 1 Virte = 9 Pinten
- Angouleme 1 Virte = 8 2/5 Pinten
- Xaintes 1 Virte = 8 ¾ Pinten